# Viện phim Vương quốc Liên hiệp Anh
Viện phim Anh (tiếng Anh: British Film Institute, viết tắt BFI) là một tổ chức điện ảnh, từ thiện, được thành lập với mục tiêu thúc đẩy và bảo tồn việc làm phim và truyền hình ở Vương quốc Anh. BFI sử dụng các quỹ xổ số để khuyến khích sản xuất, phân phối và giáo dục về lĩnh vực làm phim. Nó được tài trợ bởi Cục Kỹ thuật số, Văn hóa, Truyền thông và Thể thao.

## Mục tiêu
Viện phim Anh được thành lập dưới văn kiện chính thức của Hiến chương Hoàng gia Anh nhằm khuyến khích sự phát triển của nghệ thuật điện ảnh lẫn truyền hình trên khắp Vương quốc Anh, thúc đẩy việc sử dụng chúng dưới hình thức ghi chép thường nhật như một cách cư xử trong thời đại hiện nay. Ngoài ra, Viện phim Anh còn chú trọng giáo dục về điện ảnh nói chung và tác động của chúng đối với xã hội, với mục tiêu đẩy mạnh khả năng tiếp cận và nhận thức trong phạm vi rộng nhất của điện ảnh Anh cũng như thế giới, thiết lập, nuôi dưỡng và phát triển các bộ sưu tập phản ánh lịch sử hình thành và di sản điện ảnh đồ sộ của Vương quốc Anh.